# Jacqueline Laurent (attrice 1941)
Jacqueline Laurent (Québec, 1941) è un'attrice canadese, attiva negli anni settanta, prevalentemente in Francia.
Nata nel Québec da una famiglia di artisti, dopo essersi diplomata nel 1963 alla Scuola Nazionale Canadese di Teatro di Montréal si trasferì in Francia dove lavorò come attrice cinematografica, televisiva e teatrale.
Fu interprete soprattutto di film di genere softcore, in ruoli per lo più di protagonista o coprotagonista, diretta in due occasioni dallo spagnolo Jesús Franco.
A teatro fu Stéphanie in S.O.S. homme seul di Jacques Vilfrid e Jean Girault.
Lo spettacolo fu trasmesso dalla televisione francese nel 1971 all'interno del ciclo Au théâtre ce soir.
Rientrata in Canada, si dedicò alla regia teatrale e insegnò presso la Scuola Nazionale di Teatro e l'Università di Montréal.
Con il nome Jacqueline Laurent-Auger lavora come ipnotista psicoterapeuta ed è membro dell'associazione nazionale naturoterapeuti del Québec.
Il suo passato da attrice softcore è tornato alla ribalta alla fine del 2014 allorquando la direzione della scuola dove da 15 anni curava per 80 ore l'anno un laboratorio d'arte drammatica, il collegio gesuita Brébeuf di Montréal, l'ha licenziata dopo essere venuta a conoscenza di alcune scene erotiche del film Le giornate intime di una giovane donna di cui era stata protagonista quarant'anni prima.
Dopo lo scalpore mediatico creato dalla decisione, la scuola ha offerto all'attrice, pochi giorni dopo, la possibilità di riprendere il suo posto di docente.

## Filmografia
- I cavalieri del cielo, serie televisiva, episodio #3.3 (1969)
- La ragazza dell'autostrada, regia di Willy Rozier (1972)
- Le giornate intime di una giovane donna, regia di Jesús Franco (1972)
- Je prends la chose... du bon côté!, regia di Michel Gérard (1973)
- Seme d'ortica, serie televisiva, regia di Yves Allégret (1973)
- La duchesse d'Avila, serie televisiva, regia di Philippe Ducrest (1973)
- Un couple, parmi tant d'autres... mais si pervers, regia di Daniel Daërt (1974)
- Entre toutes les femmes, film per la televisione, regia di Maurice Cazeneuve (1974)
- Le Lit... Ze Bawdy Bed, regia di Jacques Lemoine (1974)
- Les yeux fermés, regia di Joël Santoni (1974, non accreditata)
- Il caldo e il nudo (Quand les filles se déchaînent), regia di Guy Maria (1974)
- L'or et la fleur, film per la televisione, regia di Philippe Ducrest (1974)
- La bonzesse, regia di François Jouffa (1974)
- Serre-moi contre toi, j'ai besoin de caresses, regia di Raoul André (1974)
- Les suspects, regia di Michel Wyn (1974)
- Les possédées du diable, regia di Jesús Franco (1974)
- Plus amer que la mort, film per la televisione, regia di Michel Wyn (1975)
- The Intruders, regia di Torgny Wickman (1975)
- La cloche tibétaine, serie televisiva, regia di Serge Friedman (1975)
- Bel Ami l'impero del sesso (Bel Ami), regia di Mac Ahlberg (1976)
- Les machines à sous, regia di Bernard Launois (1976)
- Ta mej i dalen, regia di Torgny Wickman (1977), con lo pseudonimo di Madelaine Laforet
- Nathalie rescapée de l'enfer, regia di Alain Payet (1977)
- Lovelier Than Love, regia di Hans Dittmer (1978)